# Parque El Arenal
El Parque El Arenal es un parque ubicado en la ciudad de Santa Cruz de la Sierra, Bolivia. El parque se encuentra dentro del centro histórico de Santa Cruz.
Posee una laguna.

## Historia
Entre el siglo XIX y parte del XX fue un estanque natural. En 1958 se inició la construcción como zona de esparcimiento. En los años 1970 se incorporó el museo y el restaurante en la isla bajo la dirección del arquitecto Sergio Antelo.

## Revitalización
En 2018 se anunció un proyecto de revitalización que conectaría de manera directa al parque para unificarlo con el centro de la ciudad. El proyecto, dirigido por el arquitecto Víctor Hugo Limpias, fue previamente socializado en octubre de 2016.